# Jirō Yoshihara

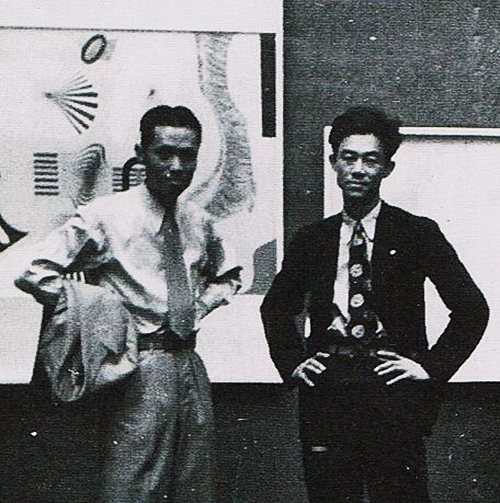
Jiro Yoshihata (po prawej) i Saburo Hasegawa (po lewej) w 1937 r.

Jirō Yoshihara (jap. 吉原 治良 Yoshihara Jirō; ur. 1905 r. w Osace, zm. 1972 r.) − japoński artysta samouk, pionier japońskiej sztuki powojennej, twórca awangardowej grupy Gutai, która działała od 1954 r. do jego śmierci w myśl zasady „Robić rzeczy, których nikt dotychczas nie robił”. Jego prace wystawiano w Japonii oraz muzeach zagranicznych, m.in. MoMA i Guggenheim. W latach 1920. i 1930. tworzył prace w duchu surrealizmu, a potem stworzył styl action painting zainspirowany japońską kaligrafią i filozofią Zen oraz zachodnią abstrakcją. Począwszy od lat 1960. tworzył setki wizerunków koła.